# Spectroscopie multi-objets
En astronomie, la spectroscopie multi-objets, nommé aussi par son acronyme, MOS (de l'Anglais multi-object spectroscopy) est une technique de spectroscopie qui permet d'observer plusieurs objets du champ de vue en même temps, contrairement à la spectroscopie à longue fente qui ne permet d'observer qu'un seul objet à la fois. Il y a essentiellement deux manières principales de faire de la spectroscopie multi-objets : soit en perçant de petites fentes sur une plaque (aussi appelé un masque), qui est ensuite placée au foyer de l'instrument, soit en utilisant des fibres optiques.
La spectroscopie multi-objets utilise des spectrographes multi-objets et des spectro-imageurs, deux types d'instruments qui équipent la plupart des grands télescopes, aussi bien dans les observatoires au sol que les télescopes spatiaux.

## Description
La spectroscopie multi-objets se développe à partir du milieu des années 1980 grâce à l'arrivée de nouvelles technologies: les détecteurs CCD d'une part, et les fibres optiques de l'autre. Deux approches coexistent. La première consiste à positionner l'optique d'entrée d'un certain nombre de fibres sur les images formées au foyer du télescope des objets ciblés, puis à aligner la sortie de ces fibres sur la fente d'entrée d'un spectrographe. La seconde utilise un masque opaque percé d'ouvertures (petites fentes), intercalé avant un grisme ou un réseau de diffraction.
Ces développements s'inscrivent dans la transition de l'ère de la photographie à celle des CCD. Les plaques photographiques de grandes dimensions (40 cm) étaient adaptées à la taille des plan focaux des grands télescopes de l'époque (les télescopes de la classe des 4 m, comme le CFHT ou le 3,6 de l'ESO) et des spectrographes coudés. Les remplacer par des détecteurs de seulement quelques cm de côté demandait des transformations majeures de l'instrumentation.

### Spectrographe multi-objets à fibre optique
Le premier spectrographe multi-objets à fibre, MEDUSA, a été développé en 1979 à l'observatoire Steward, les fibres étaient collées sur une plaque percées d'ouvertures qui devait être préparée spécialement pour un champ. Ce dispositif utilisé aussi pour le spectrographe FLAIR sur le télescope UK Schmidt s'est avéré très performant pour réaliser des relevés de vitesses radiales de galaxies sur des grands champs, comme le relevé 6dF. Plus tard, des robots positionneurs de fibres ont été conçus, en particulier par l'Anglo Australian Observatory. Le télescope LAMOST, le relevé APOGEE, et de nombreux instruments utilisent cette technique.

### Spectrographe multi-fentes
Le point de départ de ces instruments sont les réducteurs focaux que la petite taille des CCD rendait nécessaire. Un exemple caractéristique est EFOSC, pour le foyer Cassegrain du télescope de 3,6 m de l'ESO. Sa conception fut entreprise en 1981, et il reçu sa première lumière en 1984. Il utilisait un récepteur CCD de 512 sur 320 pixels et permettait de faire de l'imagerie directe et de la spectroscopie à basse résolution. La commutation entre les modes était réalisée par des roues pour intercaler ou escamoter (i) une fente au foyer du télescope, et (ii) un filtre coloré (pour l'imagerie) ou un grisme pour la spectroscopie dans le faisceau parallèle du collimateur. Bien que le nom n'était pas encore utilisé à cette époque, EFOSC est un spectro-imageur. Cette première version n'offrait que de la spectroscopie à fente-longue, mais l'instrument a plusieurs fois été amélioré. Un mode multi-objet fut notamment introduit. En fait, ce mode ne demandait pas de modification sérieuse à l’instrument lui même, car il suffisait, au lieu d'une fente-longue, d'introduire au foyer un masque percé de multiples petites fentes. L'innovation fut de construire la machine produisant ces masques. Cette machine, PUMA, fut développée par une équipe de l'Observatoire de Toulouse, qui avait déjà développé cette technique pour le CFHT.
L'utilisation d'un tel instrument requiert dans un premier temps de faire une image du champ, avec le mode imagerie directe, puis d'analyser le champ pour produire la masque. Ce masque doit satisfaire des contraintes d'encombrement du champ (les spectres ne doivent pas se superposer). 
Les instruments multi-fentes son efficaces, grâce à une conception optique assez simple. De nombreux instruments de ce type ont été construits pour les grands télescopes, comme FORS 1 et 2 pour le VLT, ou GMOS pour l'observatoire Gemini. Ce concept est aussi utilisé dans l'infrarouge proche, comme le spectrographe EMIR sur le télescope GTC.

## Exemples
- EMMI était un spectrographe optique installé au NTT qui utilisait des plaques.
- FORS 1 et 2 sont des spectro-imageurs installés au VLT qui utilisent aussi des plaques, gravées au laser.
- FLAMES est un spectrographe multi-objets au VLT qui utilise des fibres, avec un positionneur de fibres nommé OzPoz. FLAMES utilise également des unités de champ intégral (IFU).
- VIMOS (décommissionné en 2018) était un autre spectrographe multi-objets au VLT utilisant des masques mais qui disposait également d'IFU.